# Супермен (песен на Желко Йоксимович и Дино Мерлин)
„Супермен“ е дуетна песен на Желко Йоксимович и Дино Мерлин от 2004 година. Музиката и аранжиментът са осигурени от Желко Йоксимович, поел още ангажимента да продуцира песента, текстът е на Дино Мерлин, а като беквокалисти се изявяват Александра Радович и Леонтина Вукоманович. Песента получава награда „Даворин“ (дн. „Индекси“) за поп песен на годината.
Йоксимович е изпълнявал песента и пред българска публика – на 11 септември 2008 година в Хасково.

## Композиция
Песента е в сол диез минор, като модулира в ла диез минор. Общият диапазон на двамата певци обхваща от C#3 (до диез от малка октава) до F#4 (фа диез от първа октава).

## Видеоклип
Видеоклипът е заснет от Иван Колич в околностите на македонския национален парк „Маврово“ на 2 юли 2004 година. „Избрахме Маврово за снимките на клипа, защото околната среда и атмосферата отлично подхождат на музиката и текста, но и на посланието, целящо да събуди доброта у всекиго“, споделя Желко Йоксимович пред сръбския вестник „Блиц“.

## Кавър версии
Издадени са три български кавър версии на песента: „Самотна стая“ на Емилия, „Не спира да боли“ на Малина и Азис и „Не се сбогувай с мен“ на Алесита. „In fiecare zi“ е името на румънската версия в изпълнение на певицата Минодора. Албанската певица Валентина Рама записва кавър на албански – „Je nje katil qe vret“.